# Roger Paman
Roger Paman   (Anglaterra, valor desconegut - 1748) fou un matemàtic anglès del segle xviii. Molt poca cosa es coneix de la vida de Roger Paman. Tot i que no se'n conserven registres, pot ser que estudiés a la Universitat de Cambridge perquè cita un professor del Saint John's College com al seu mentor.
Pel que explica al prefaci de la seva única obra publicada, va participar en l'expedició de George Anson per fer la volta al món (1740-1744), tot i que ell va retornar abans de 1744 en un dels vaixells que van sobreviure i abandonar l'expedició. Abans de salpar, ja havia deixat els seus escrits matemàtics al filòsof David Hartley.
Al seu retorn el 1742, va presentar els seus escrits a la Royal Society, motiu pel qual va ser escollit fellow de la institució el maig de 1743.
El 1745 (Londres) es va publicar la seva única obra coneguda: The Harmony of the Ancient and Modern Geometry Asserted. El llibre és una rèplica a les idees matemàtiques de George Berkeley expressades en el seu llibre The Analyst (1734). L'originalitat del llibre de Paman, resideix en el fet que, per evitar les paradoxes de l'infinit que planteja Berkeley, desenvolupa tots els seus càlculs en diferències finites. En el llibre presenta els conceptes de maximinus i minimaius que podrien ser uns antecedents llunyans dels conceptes matemàtics de suprem i ínfim.